# Givry, Yonne
Givry är en kommun i departementet Yonne i regionen Bourgogne-Franche-Comté i norra Frankrike. Kommunen ligger i kantonen Vézelay som tillhör arrondissementet Avallon. År 2022 hade Givry 178 invånare.

## Befolkningsutveckling
Antalet invånare i kommunen Givry
| Referens: INSEE |